# Перша пісня про Івано-Франківськ
Пісня "Вечірній Івано-Франківськ" — українська пісня, яка у 70-і роки 19 століття стала однією з найвідоміших на Прикарпатті. Написана була у 1960-і році під назвою "Пісня про Станіслав", перероблена у 1962, а в новому вигляді, під назвою "Вечірній Івано-Франківськ", вперше прозвучала у 1963 році.

## Історія створення
Перша пісня про Івано-Франківськ під назвою "Вечірній Івано-Франківськ" була створена композитором Богданом Юрківим на слова Любомира Плав'юка. Популярна у 70-ті роки минулого 100-ліття.
Любомир Плав'юк, рацюючи директором Станіславського міського будинку культури, разом із Заслуженим працівником культури, композитором Богданом Юрківим, у 1960 році написали "Пісню про Станіслав". У 1962 році, у зв'язку з перейменуванням міста Станіслав на Івано-Франківськ, пісню переробили. Було змінено не тільки її назву, але й сам текст та мелодію. 
У 1963 році автори пісні виконали її на урочистостях до 1-ї річниці перейменування міста на сцені обласного музично-драматичного театру. 
Згодом ця пісня транслювалась на Львівському телебаченні.